# Bosscherveld
Bosscherveld est un quartier de l'arrondissement nord-ouest de la ville de Maastricht.

## Géographie
Le quartier est délimité par la Lage Frontweg au sud, la Cabergergerweg à l'ouest et la Sandersweg au nord-est. Il est bordé par les quartiers de Caberg et Oud-Caberg à l'ouest, Belvédère au nord et à l'est et le Frontenkwartier au sud. Le quartier situé à l'est de Bosscherveld est Boschpoort, cependant les deux zones ne sont pas en contact direct car l'espace situé entre la Sandersweg et le Zuid-Willemsvaart fait partie du Belvédère.

## Population et société

### Orientation du quartier
C'est un quartier à vocation principalement industrielle et commerciale, accueillant notamment Mondi Packaging, Radium Foam, Ciba Specialty Chemicals Maastricht B.V. et Thomas Regout.

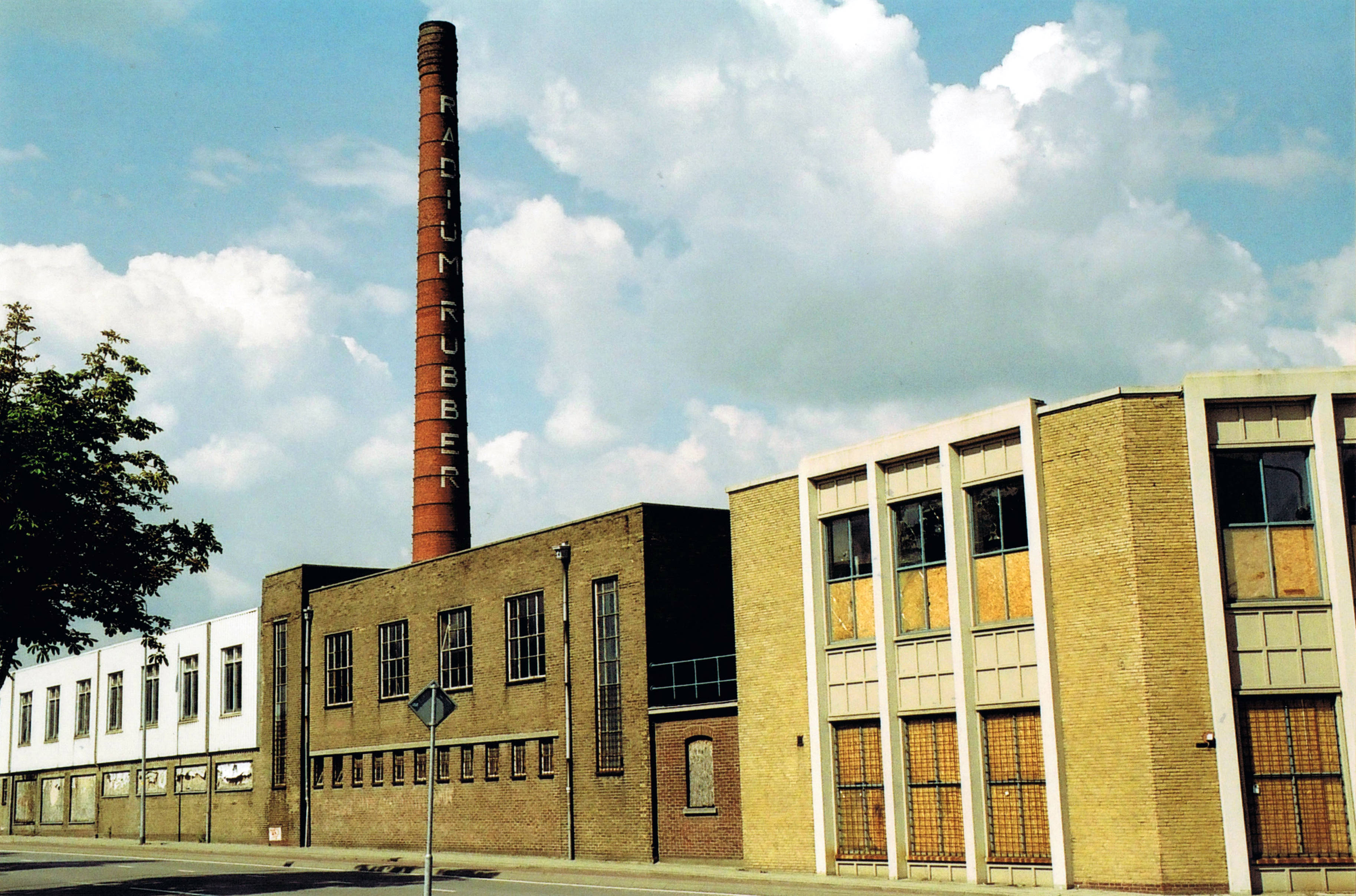
Usine de caoutchouc Radium Foam.
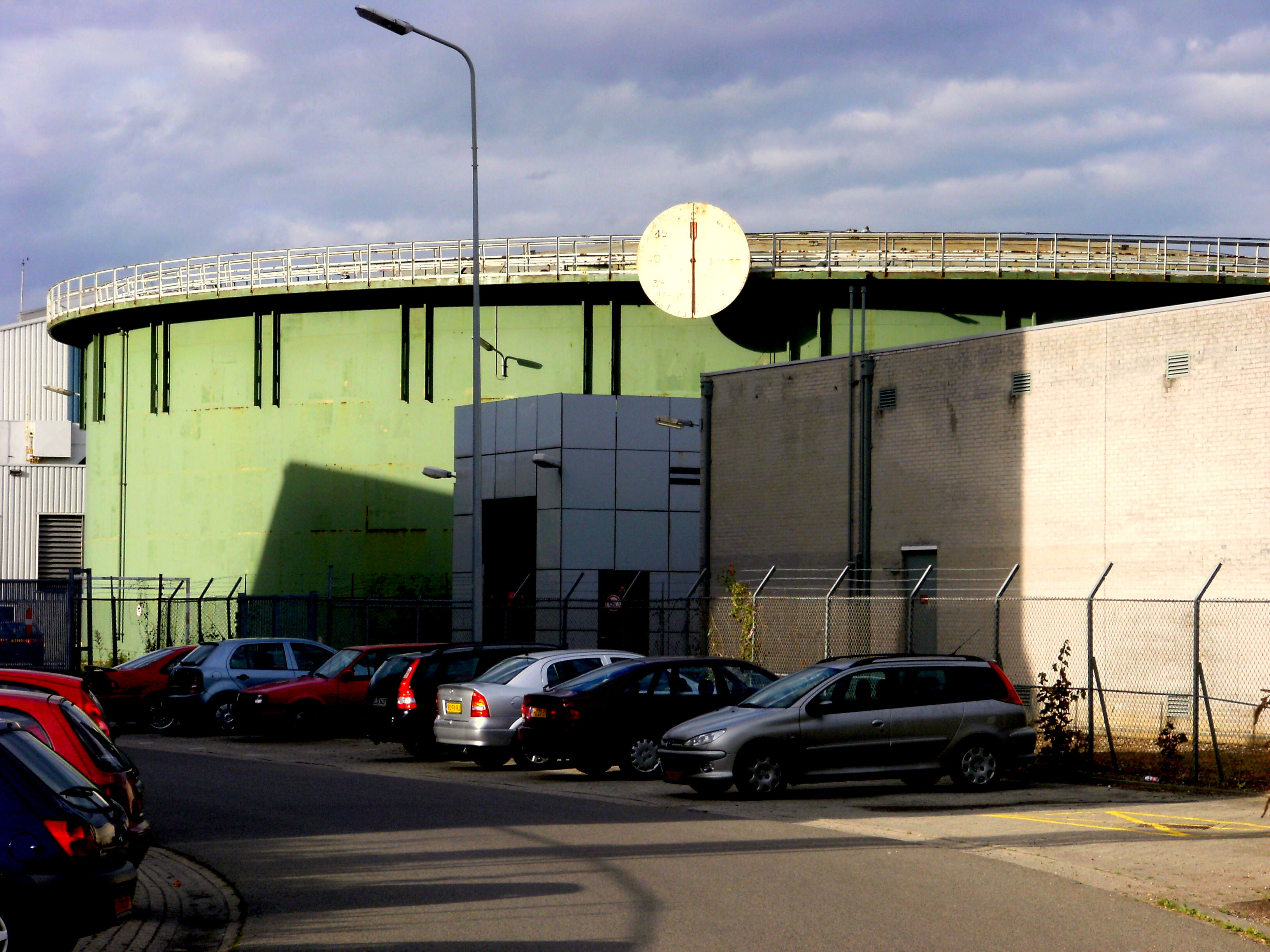
Cuve de gaz sur la Lage Frontweg.
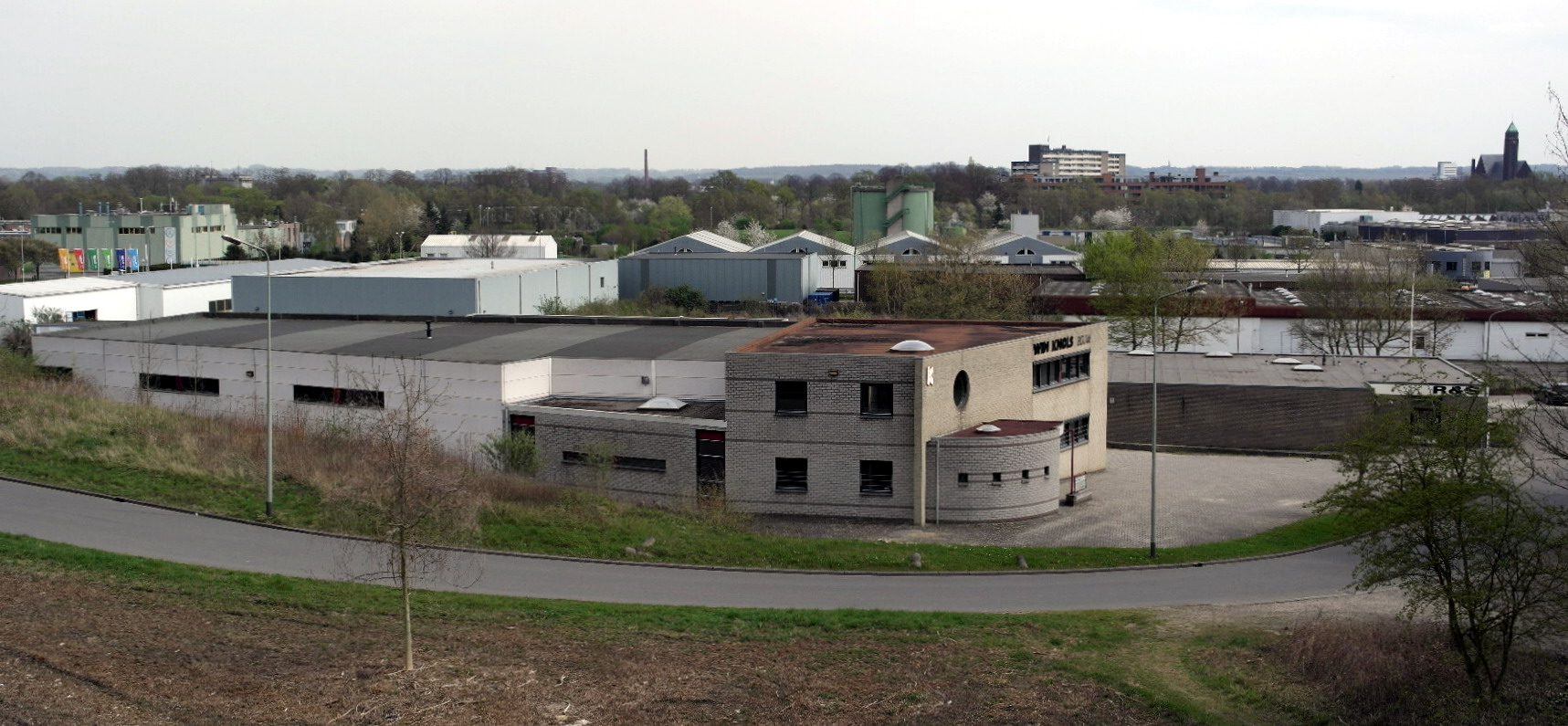
Vue depuis la Sandersweg.
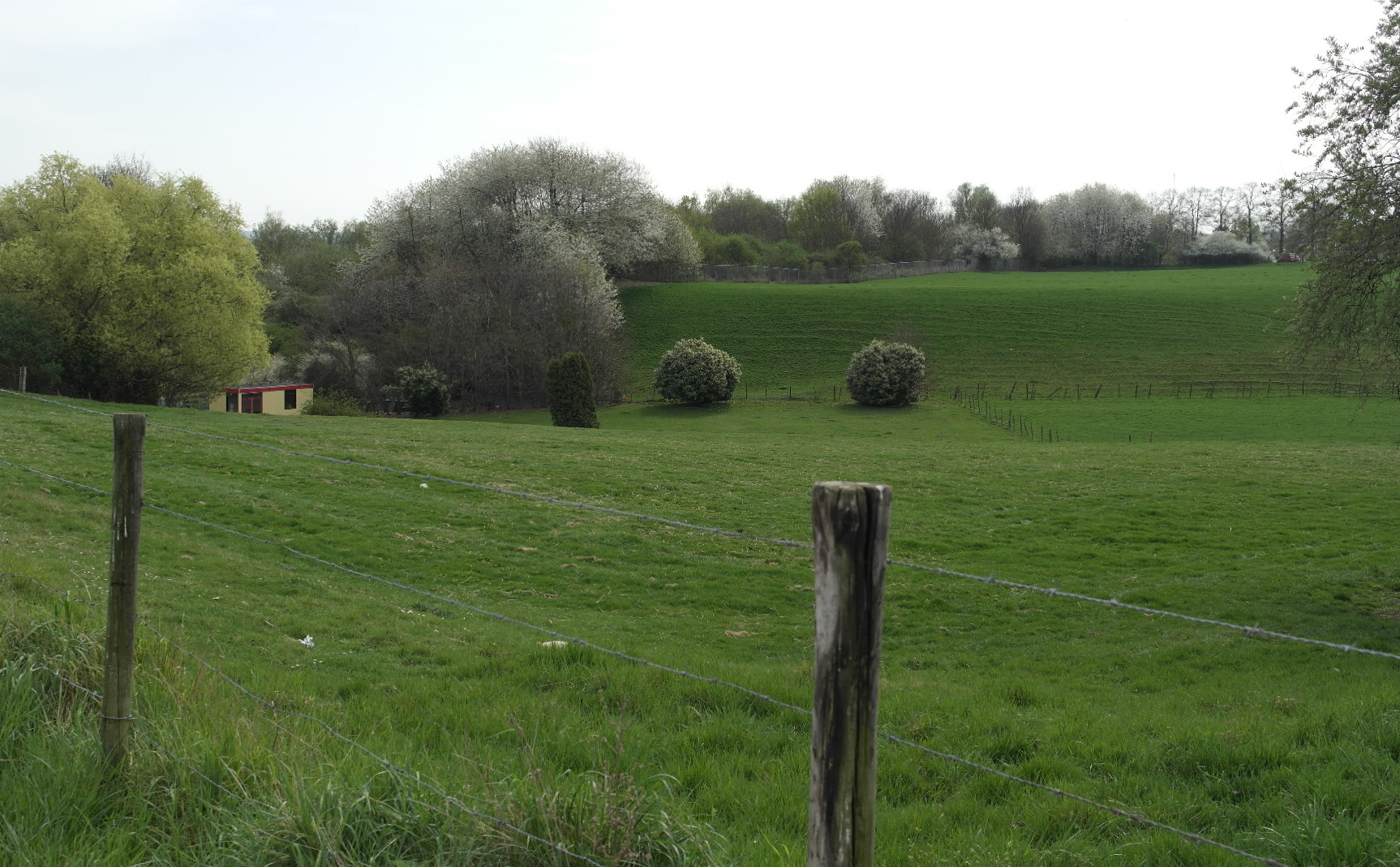
Vue de la nature depuis Sandersweg.

### Projets
Le projet Belvédère prévoit l'aménagement du quartier Belvédère et de quartiers alentour, dont le Bosscherveld.

## Sources
- (nl) Cet article est partiellement ou en totalité issu de l’article de Wikipédia en néerlandais intitulé « Bosscherveld » (voir la liste des auteurs).

## Compléments